# Descentralización en Francia
La descentralización del Estado francés es un concepto político en Francia iniciado a finales de los años 1960. Las leyes conocidas como Leyes Gaston Defferre de 1982 iniciaron realmente una fase decisiva de descentralización del poder político y administrativo en el Estado francés.
La descentralización francés se divide en tres categorías;
- Descentralización de las instituciones
- Descentralización territorial
- Descentralización funcional

## Descentralización de las instituciones
En esta categoría se encuentran todas las reformas que transfieren competencias y responsabilidades a nuevas instituciones. Un ejemplo de descentralización institucional es la transferencia de la política monetaria del ministro de Finanzas a una banca central independiente.

## Descentralización territorial
Es la categoría que más impacto ha tenido y se base en el principio de subsidiariedad. Desde 1982 se ha atribuido a las colectividades territoriales (municipios, departamentos y regiones) competencias específicas así como los recursos necesarios para desempeñarlos. También refuerza la democracia local.
Las leyes de 1982 crearon por primera vez tres nuevos elementos en la administración del estado;
- regiones
- El traspaso de los poderes ejecutivos a nivel de los departamentos del prefecto al consejo departamental.
- Control administrativo de prefecto por los tribunales administrativos y tribunales de cuentas regionales.

Entre 2002 y 2004 Jean-Pierre Raffarin introdujo la segunda ola descentralizadora con reformas de la financiación de las colectividades territoriales. Introdujo el principio de autonomía financiera y reforzó la democracia local directa.
Las responsabilidades transferidas a las regiones según un principio de subsidiariedad fueron:
- Responsabilidades sobre educación primaria.
- Formación profesional.
- Transporte ferroviario.

## Descentralización funcional
Se caracteriza por la transferencia de una competencia del estado o de una entidad subestatal a una entidad independiente. Ejemplos son la administración de las universidades y del transporte de París (RATP).